# هنري لاؤوست
هنري لاؤوست (بالفرنسية: Henri Laoust)‏ ( 1905 - 1983 م ) هو مستشرق فرنسي.

## آثاره
- «بحث في آراء ابن تيمية الاجتماعية والسياسية» Essai sur les doctrines socials et politiques d'Ibn Taymia (مطبعة المعهد الفرنسي للآثار الشرقية في القاهرة سنة 1939).
- «الانشقاقات في الإسلام» Les Schismes dans I'Islam (باريس سنة 1965، ط2، سنة 1983 عند الناشر Payot).
- «السياسة عند الغزالي» La Politique de Ghazali (باريس سنة 1970، عند الناشر Guethner). والكتاب يخوض في الكثير من جوانب فكر الغرالي ولا يقتصر على السياسة فقط.[5]